# Chris Cline
Chris Cline   (Beckley, 5 de juliol de 1958 - Grand Cay, 4 de juliol de 2019) fou un empresari i filantrop estatunidenc. Era l'accionista majoritari de la companyia Foresight Reserves LP amb seu a Saint Louis, Missouri. Va ser anomenat “el nou rei del carbó” per la companyia Bloomberg LP.
A Cline se li va atribuir la reactivació de la indústria del carbó a Illinois. Actualment, Foresight Reserves LP té més de tres mil milions de tones de reserves de carbó a Illinois i al nord dels Apalatxes.